# Guarda (municipi de Portugal)
Guarda és un municipi portuguès, situat al districte de Guarda, a la regió del Centre i a la subregió de Beira interior Norte. L'any 2006 tenia 44.264 habitants. Limita al nord-est amb Pinhel, a l'est amb Almeida, a sud-est amb Sabugal, al sud amb Belmonte i Covilhã, a l'oest amb Manteigas i Gouveia i al nord-oest amb Celorico da Beira.

## Població
| Població del concelho da Guarda (1801 – 2004) | Població del concelho da Guarda (1801 – 2004) | Població del concelho da Guarda (1801 – 2004) | Població del concelho da Guarda (1801 – 2004) | Població del concelho da Guarda (1801 – 2004) | Població del concelho da Guarda (1801 – 2004) | Població del concelho da Guarda (1801 – 2004) | Població del concelho da Guarda (1801 – 2004) | Població del concelho da Guarda (1801 – 2004) |
| --------------------------------------------- | --------------------------------------------- | --------------------------------------------- | --------------------------------------------- | --------------------------------------------- | --------------------------------------------- | --------------------------------------------- | --------------------------------------------- | --------------------------------------------- |
| 1801                                          | 1849                                          | 1900                                          | 1930                                          | 1950                                          | 1981                                          | 1991                                          | 2001                                          | 2004                                          |
| 17287                                         | 21771                                         | 38800                                         | 43283                                         | 48994                                         | 40360                                         | 38765                                         | 44084                                         | 44149                                         |

## Freguesies
| - Adão - Albardo - Aldeia do Bispo - Aldeia Viçosa - Alvendre - Arrifana - Avelãs da Ribeira - Avelãs de Ambom - Benespera - Carvalhal Meão - Casal de Cinza - Castanheira - Cavadoude - Codesseiro - Corujeira | - Faia - Famalicão - Fernão Joanes - Gagos - Gonçalo - Gonçalo Bocas - João Antão - Maçainhas, anteriorment Maçainhas de Baixo - Marmeleiro - Meios - Mizarela - Monte Margarida - Panóias de Cima - Pega - Pêra do Moço | - Pêro Soares - Porto da Carne - Pousade - Ramela - Ribeira dos Carinhos - Rocamondo - Rochoso - Santana da Azinha - São Miguel da Guarda (Guarda) - São Miguel de Jarmelo - São Pedro de Jarmelo - São Vicente (Guarda) - Sé (Guarda) - Seixo Amarelo - Sobral da Serra | - Trinta - Vale de Estrela - Valhelhas - Vela - Videmonte - Vila Cortês do Mondego - Vila Fernando - Vila Franca do Deão - Vila Garcia - Vila Soeiro |

## Llista d'alcaldes des de 1976
- Vitor Cabeço (1976)
- Abílio Curto (1976-1995)
- Maria do Carmo Borges (1995-2005)
- Álvaro Guerreiro (2005)
- Joaquim Valente (des de 2005)